# Два слова (агентство)
«Два слова» — российское брендинговое и креативное агентство, занимающееся преимущественно стратегическим планированием, графическим дизайном, корпоративным и FMCG-брендингом. Находится на лидирующих позициях на рекламном рынке Сибирского федерального округа. Обладатель отраслевых российских и международных наград.

## История
Агентство основано в Барнауле в 2009 году Данилом Снитко и Ильдаром Шале путем слияния студии Digital Smile и Shale Design Studio. С 2009 по 2019 год компания носила название Punk You Brands. В 2019 году Ильдар Шале вышел из ООО «Панк Ю», которое затем переименовалось в ООО «Два слова: бренд-консалтинг». К тому времени агентство реализовало свыше 700 проектов.
К 2013 году агентство вошло в пятёрку крупнейших веб-студий и интернет-агентств Сибири по версии аналитического агентства «Тэглайн».
С 2014 по 2016 год агентство было участником группы компаний «Спайк» вместе со SCRUM-студией «Сибирикс» и интернет-агентством Kinetica. Объединённое агентство входило в топ-15 российского digital-рынка по ключевым показателям: «Спайк» насчитывал более 70 сотрудников и 1 000+ реализованных проектов для компаний Audi, МТС, Газпром, РЖД, «Ростелеком», Levi’s, Cisco, Adobe, 2GIS, Logitech, Caterpillar, Corel, «Дядя Ваня» и т. д.
В 2013 и 2018 годах агентство открывало офисы в Москве. С 2016 по 2019 год у агентства было представительство в Нью-Йорке.
В 2020 году основатель агентства Данил Снитко стал амбассадором Ассоциации коммуникационных агентств России (АКАР) в Барнауле. В этом же году он вошел в состав жюри премии «Серебряный лучник. Сибирь»
В 2023 году агентство вместе с партнёрами выступило соучредителем маркетинговой конференции «На уровне концепции».
С 2024 года «Два слова» входит в состав синдиката рекламных агентств Conspiracy.Works вместе с «Мелехов и Филюрин», Wow и Idea Nova.

## Проекты

Эмблема футбольного клуба «Динамо» Барнаул. Одна из работ агентства

Несколько раз проекты агентства удостаивались попадания в рейтинги русскоязычного журнала Forbes. Например, в 2013 году туда попал бренд «Де-Настия», а в 2015-м — бренд пива «Трое в лодке», сделанный для завода «Томское пиво».
С 2011 по 2019 год агентство являлось учредителем единственного в русскоязычном сегменте фестиваля непринятых концепций Fakestival..
По заказу государственных органов Алтайского края агентство создавало промо-видеоролики и фильмы, например, посвящённые 85-летию региона, инвестиционной и туристической привлекательности. В 2014 году агентство занималось обновлением фирменного стиля, эмблемы и формы футбольного клуба «Динамо-Барнаул». Также агентство отметилось резонансной социальной рекламой по заказу региональных властей и ГИБДД о безопасности дорожного движения, в которой «призрак ребёнка» предупреждал торопливых водителей. Работа заняла первое место на Всероссийском конкурсе телерадиопрограмм по безопасности дорожного движения.

## Награды
На Международном конкурсе дизайна упаковки Pentawards в 2013 году агентство завоевало «бронзу» в номинации «Other Markets». Среди наград Московского международного фестиваля рекламы и маркетинга Red Apple представители агентства попадали в шорт-лист номинации «Наружная и печатная реклама» (2010), а также получали «золото» в номинации «Коммуникационный дизайн» (2011) и «бронзу» в номинации «Упаковка» (2012).
На Киевском международном фестивале рекламы агентство дважды попадало в шорт-листы: в 2012 году в номинации «Фирменный стиль», а в 2013 году в номинации «Упаковка».
Международный фестиваль маркетинга и рекламы «Белый квадрат», который проходит в Минске, принёс агентству «серебро» (2011) и «бронзу» в номинации «Фирменный стиль», а также попадание в шорт-лист номинации «Медиа-проекты» (2013).
Три «бронзы» агентство получило на Национальном фестивале рекламы «Идея!» в Новосибирске: в номинации «Упаковка» (2013), в номинации «Малобюджетный рекламный фильм» (2012) и в номинации «Товарный знак и фирменный стиль» (2011). Кроме того, на этом же фестивале агентство выиграло «серебро» в номинации «Печатная реклама» (2011) и попадало в шорт-лист в номинации «Товарный знак и фирменный стиль» (2012).
В 2018 году проект агентства взял бронзу на международном конкурсе дизайна упаковки Pentawards, за что представительница агентства получила награду в Нью-Йорке.